# Julie Brown (Schauspielerin)

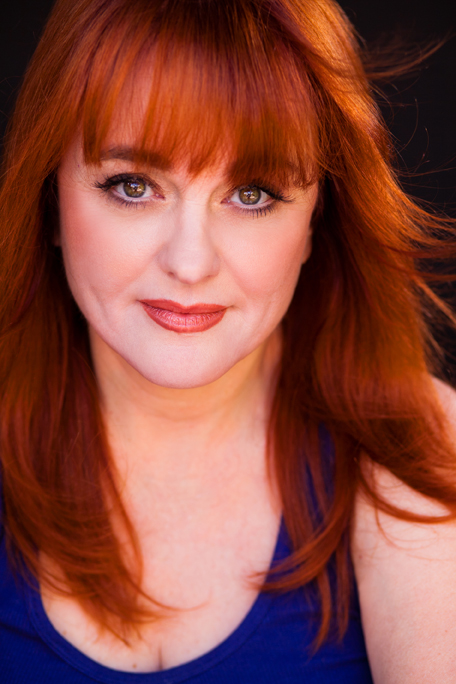
Julie Brown, 2012

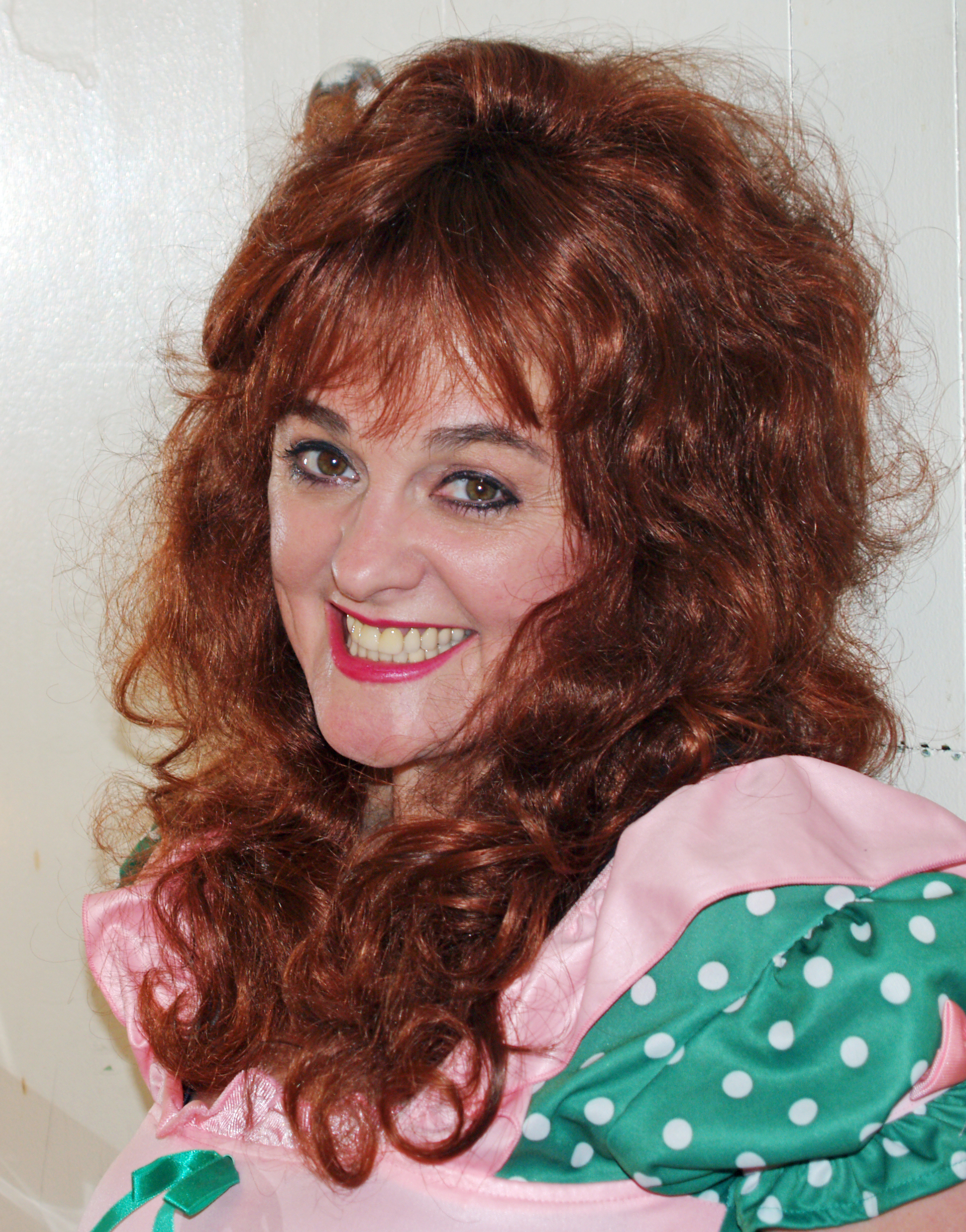
Julie Brown im Februar 2008

Julie Ann Brown (* 31. August 1958 in Van Nuys, Kalifornien) ist eine US-amerikanische Schauspielerin und Drehbuchautorin.

## Leben
Julie Brown debütierte 1980 in einer Folge der Fernsehserie Happy Days. In dem Horrorfilm Bloody Birthday spielte sie eine der größeren Rollen.
Im Jahr 1984 veröffentlichte sie die EP „Goddess in Progress“ mit Liedern wie „I Like 'em Big and Stupid“, „'Cause I'm a Blonde“ und dem Comedy-Popsong „Earth girls are easy“ im Stile des Mädchen-Gespräches in der Teenagerhymne „Leader of the Pack“ von 1964, wobei der Held anstatt auf dem Motorrad nun vom UFO aus ein Auge auf die sonnenbadende Sängerin Julie wirft. Daraus wurde die gleichnamige Science-Fiction-Komödie, mit deutschem Titel „Zebo, der Dritte aus der Sternenmitte“, die nach einigen Produktionswirren erst Ende 1987 gedreht und nach weiteren Verzögerungen Anfang 1989 in den US-Kinos aufgeführt wurde. Brown wirkte am Drehbuch mit, spielte aber nicht die Hauptrolle, sondern war Darstellerin der Candy Pink an der Seite von Geena Davis, Jeff Goldblum, Jim Carrey und Damon Wayans.
Ihr Drehbuch zur Fernsehsendung Medusa: Dare to Be Truthful brachte Brown 1993 den Writers Guild of America Award. Sie führte bei der Sendung zusammen mit John Fortenberry auch Regie und spielte die Titelrolle der Medusa.
In dem Filmdrama Fat Rose and Squeaky übernahm sie die Titelrolle der Squeaky. Auch in der Musikkomödie Camp Rock mit Demi Lovato und Joe Jonas spielte sie eine größere Rollen und sie schrieb auch am Drehbuch mit.
Brown war von 1983 bis 1989 mit dem Schauspieler Terrence E. McNally verheiratet. 1994 heiratete sie den Drehbuchautor Ken Rathjen, mit dem sie ein Kind hat.

## Filmografie (Auswahl)

### Darstellerin
- 1980: Happy Days (Fernsehserie, Folge 7x15)
- 1980: Mit Vollgas nach San Fernando (Any Which Way You Can)
- 1981: Die unglaubliche Geschichte der Mrs. K. (The Incredible Shrinking Woman)
- 1981: Angst (Bloody Birthday)
- 1983: Jane Doe findet ihren Mörder (Jane Doe, Fernsehfilm)
- 1983: Agentin mit Herz (Scarecrow and Mrs. King, Fernsehserie, Folge 1x03)
- 1985: Police Academy 2 – Jetzt geht’s erst richtig los (Police Academy 2: Their First Assignment)
- 1988: Zebo, der Dritte aus der Sternenmitte (Earth Girls Are Easy)
- 1990: Zurück in die Vergangenheit (Quantum Leap, Fernsehserie, 2 Folgen)
- 1990: The Spirit of ’76
- 1991: Nameless – Total Terminator (Timebomb)
- 1991: Clowns – Ihr Lachen bringt den Tod (Shakes the Clown)
- 1991: Medusa: Dare to Be Truthful (Fernsehfilm)
- 1992: Nicht ohne meinen Koffer (Nervous Ticks)
- 1992: Opposite Sex – Der kleine Unterschied (The Opposite Sex and How to Live with Them)
- 1992–1993: The Edge (Fernsehserie, 19 Folgen, Stimme)
- 1995: Goofy – Der Film (A Goofy Movie, Stimme von Lisa)
- 1995: Clueless – Was sonst! (Clueless)
- 1995: Aliens, Akkordeons und jede Menge Ärger (Out There, Fernsehfilm)
- 1996–1999: Clueless – Die Chaos-Clique (Clueless, Fernsehserie, 15 Folgen)
- 1999–2000: Woody Woodpecker (The New Woody Woodpecker Show, Fernsehserie, 4 Folgen, Stimme)
- 2000: Daybreak – Katastrophe in L.A. (Daybreak)
- 2000–2001: Strip Mall (Fernsehserie, 21 Folgen)
- 2001: Size ’Em Up (Kurzfilm)
- 2002: Der Trip – Eine Liebe auf Umwegen (The Trip)
- 2002: Like Mike
- 2005: Six Feet Under – Gestorben wird immer (Six Feet Under, Fernsehserie, Folge 5x04)
- 2006: Fat Rose and Squeaky
- 2006: Boxboarders!
- 2008: CSI: Vegas (CSI: Crime Scene Investigation, Fernsehserie, Folge 8x11)
- 2008: Camp Rock (Fernsehfilm)
- 2008: Paradise Falls (Fernsehserie, 4 Folgen)
- 2008: Die Zauberer vom Waverly Place (Wizards of Waverly Place, Fernsehserie, Folge 1x21)
- 2010–2016: The Middle (Fernsehserie, 12 Folgen)
- 2012: Melissa & Joey (Fernsehserie, Folge 2x12)
- 2015: Dark Seduction
- 2016: 100 Dinge bis zur Highschool (100 Things to Do Before High School, Fernsehserie, Folge 1x19)=
- 2016: Christmas with the Andersons (Fernsehfilm)
- 2018: Spirit: wild und frei (Spirit Riding Free, Fernsehserie, Folge 6x03, Stimme)
- 2023: Craft Me a Romance

### Drehbuch
- 1988: Zebo, der Dritte aus der Sternenmitte (Earth Girls Are Easy)
- 1992: Medusa: Dare to Be Truthful (Fernsehfilm)
- 1996–1999: Clueless – Die Chaos-Clique (Clueless, Fernsehserie, 8 Folgen)
- 2008: Camp Rock (Fernsehfilm)
- 2015: 100 Dinge bis zur Highschool (100 Things to Do Before High School, Fernsehserie, 2 Folgen)